# Ранняя Цинь
Ранняя Цинь (кит. упр. 前秦, пиньинь Qián Qín) — одно из 16 варварских государств, возникших в IV веке на территории Северного Китая. Существовало в 351—395 гг.

## Основание государства

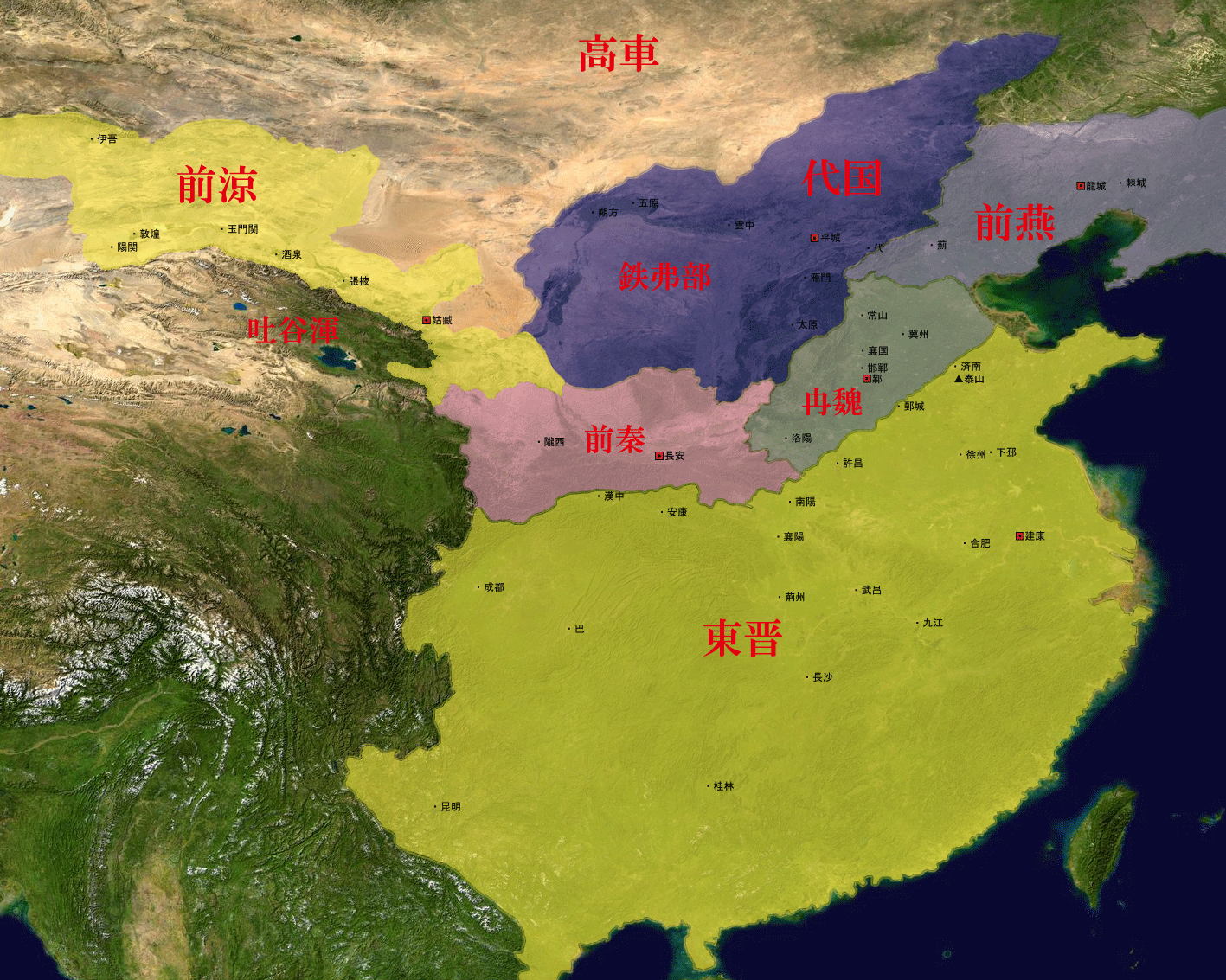
Ранняя Цинь (светло-розовый) после основания

Основателем царства Ранняя Цинь стал Фу Цзянь (苻健) (император Гао-цзу), выходец из дисского рода Фу. Его отец Фу Хун был сподвижником Яо Ичжуна, спасавшего Позднюю Чжао. Провозгласив себя государем, он объявил о мире и дружбе с империей Цзинь. Пу Хун сменил фамилию на Фу. Вскоре он был отравлен генералом Ма Цзю, и в 351 году на престол взошёл его сын Фу Цзянь
Столицей Фу Цзянь избрал древний китайский город Чанъань, который завоевал, воспользовавшись войной китайцев с сяньби.
В 354 году была отбита атака цзиньцев на Чанъань. Цзиньский военачальник Хуань Вэй не добился успехов и отступил, а воины Цинь преследовали его, но сами потеряли многих.
В 356 году Хуань Вэй отбил у Янь Лоян. Благодаря временной слабости мужунов, Фу Шэн разгромил их союзников кянов во главе с Яо Сяном, сыном Яо И-чжуна. В 357 году император Фу Шэн был зарезан князьями Фу Фа и Фу Цзянем, которых он собирался казнить. Старшим был Фу Фа, но он уступил место Фу Цзяню, племяннику Фу Цзяня I, который стал Фу Цзянем II. Но уступка власти не спасла Фу Фа от казни.

## Правление Фу Цзяня II
Своего расцвета Ранняя Цинь достигла при племяннике Фу Цзяня I — Фу Цзяне II (苻堅), который при помощи своего главного советника, китайца Ван Мэна, провел ряд реформ, которые способствовали укреплению мощи государства.

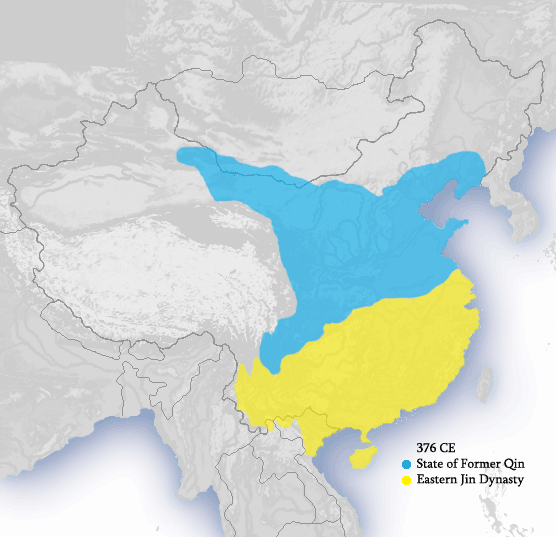
Ранняя Цинь (синий цвет) в 376 году

Он провозгласил своей целью объединение Китая под властью Цинь. В 367 году он подавил восстание соплеменных (диских) князей. В 370 году Фу Цзянь II уничтожил другое варварское царство Северного Китая — Ранняя Янь: выбрав момент, он одним походом уничтожил ослабевшее мужунское государство. В 373 году была завоёвана Сычуань. В 376 году он также захватил государства Дай и Ранняя Лян. Таким образом, под контроль Ранней Цинь перешел почти весь Северный Китай. Ко двору Фу Цзяня II прибыли посольства из Когурё и Силла. Фу Цзянь II хотел в глазах подданных стать императором и китайцев, и варваров, он обещал своё покровительство княжествам Сиюя. Но в Сиюе почти всё время шла война между княжествами, и уже в 382 году Турфан и Шаньшань попросили о помощи. В 383 году циньская армия Люй Гуана взяла Кашгар. В 384 году была взята Куча.
До 379 года циньцы вели бои в верховьях Янцзы против империи Цзинь. Цзиньцы использовали систему горных крепостей, а циньцы штурмовали их с большими потерями.
Проведя тотальную мобилизацию на землях, подвластных своей империи, Фу Цзянь II собрал огромную армию (китайские источники называют цифру 900 000 бойцов) и в 383 году предпринял поход на юг, против империи Восточная Цзинь. Цзиньская империя смогла собрать только 80 000 воинов. Вначале циньцы наступали успешно и взяли Шоучунь, но Чжу Сюй выдал цзиньцам дислокацию войск, и ночное нападение Се Ши нанесло большой урон наступавшим. Се Ши предложил Фу Цзяню II устроить битву по всем канонам Искусства войны, то есть со сложными построениями и длинными манёврами. Фу Цзянь II согласился и отвёл войска от реки Фэй, чтобы дать противнику переправиться, а затем смять его своей латной конницей. Но боевой дух разноплеменной армии Фу Цзяня II был настолько низок, что тактический отход был воспринят как отступление, многие отряды дезертировали, а цзиньцы пошли в решительную атаку. Только то, что 30 000 сяньбийцев Мужуна Чуя остались в строю, спасло Фу Цзяня II. Остатки великой армии вернулись в Лоян.
В Цинь сразу начались мятежи: на реке Вэй восстали поселённые там сяньби, а генерал Цифу Гожань, сам сяньби по происхождению, посланный подавить восстание, присоединился к ним; Динлин Ди Бинь беспокоил окрестности Лояна; мужунские старейшины требовали от Мужуна Чуя сбросить правление Цинь. Разгневанный неудачным покушением циньцев на себя, Мужун Чуй объявил, что больше не обязан подчиняться Цинь и провозгласил Янь восстановленной. Фу Цзянь II попробовал вернуть себе власть, используя верных ему ди и 50 000 кянов Яо Чана. Когда сяньбийцы разбили эту армию, причём погиб сын императора, Фу Цзянь II казнил посла «дурной вести». В ответ кяны объявили о независимости.
В 385 году Мужун Чуй взял город Ечэн и провозгласил Позднюю Янь. Фу Цзянь II пытался скрыться, но кяны Яо Чана разыскали его и задушили. Полководец Люй Гуан — покоритель Сиюя — основал Позднюю Лян в Ганьчжоу.

## Падение Цинь
Племя ди возглавил сын Фу Цзяня II — Фу Пи. Ему приходилось вести войну с основанной кянами империей Поздняя Цинь и сяньбийской Западной Цинь. Фу Пи занял Лоян и готовился к войне, но неожиданно напали цзиньцы, и Фу Пи был взят в плен. Новый император Фу Дэн собрал 50 000 воинов и нанёс Яо Чану поражение. В 389 году Яо Чан захватил лагерь Фу Дэна, но нашёл там только женщин, которых приказал казнить. В 394 году Яо Син разбил Фу Дэна и уничтожил всю его семью. К 395 году остатки Ранней Цинь были полностью захвачены государством Западная Цинь.
Остатки племени ди смешались с кянами и образовали тангутов.

## Императоры Ранней Цинь
| Храмовое имя          | Посмертное имя                 | Личное имя            | Годы правления             | Девиз правления (年號 niánhào) и годы                                                             |
| --------------------- | ------------------------------ | --------------------- | -------------------------- | ------------------------------------------------------------------------------------------------- |
| Гао-цзу 高祖 Gāozǔ    | Цзинмин-ди 景明帝 Jǐngmíngdì   | Фу Цзянь 苻健 Fú Jiàn | 351—355                    | - Хуанши (皇始 Huángshǐ) 351—355                                                                  |
| отсутствует           | Ли-ван 厲王 Lìwáng             | Фу Шэн 苻生 Fú Shēng  | 355—357                    | - Шоугуан (壽光 Shòuguāng) 355—357                                                                |
| Ши-цзу 世祖 Shìzǔ     | Сюаньчжао-ди 宣昭帝 Xuānzhāodì | Фу Цзянь 苻堅 Fú Jiān | 357—385                    | - Юнсин (永興 Yǒngxīng) 357—359 - Ганьлу (甘露 Gānlù) 359—364 - Цзяньюань (建元 Jiànyuán) 365—385 |
| отсутствует           | Айпин-ди 哀平帝 Āipíngdì       | Фу Пи 苻丕 Fú Pī      | 385—386                    | - Тайань (太安 Tàiān) 385—386                                                                     |
| Тай-цзун 太宗 Tàizōng | Гао-ди 高帝 Gāodì              | Фу Дэн 苻登 Fú Dēng   | 386—394                    | - Тайчу (太初 Tàichū) 385—394                                                                     |
| отсутствует           | отсутствует                    | Фу Чун 苻崇 Fú Chóng  | несколько месяцев в 394 г. | - Яньчу (延初 Yánchū) 394                                                                         |